# Deal (film)
Pour les articles homonymes, voir Deal.
Deal est un film autour du poker réalisé par Gil Cates Jr. sorti en 2008 dans lequel joue notamment Burt Reynolds, Bret Harrison et Shannon Elizabeth.

## Synopsis
C'est l'histoire d'un jeune joueur (Bret Harrison) qui aime passer son temps libre à jouer au poker avec ses amis et décide de s'inscrire un jour sur un tournoi en ligne. Grâce à ses capacités, il réussit à se qualifier pour la finale qui sera retransmise en direct à la télévision. À la suite de ce passage télévisuel, il se fait remarquer par un ancien joueur de poker (Burt Reynolds) malgré son élimination. Celui-ci va lui proposer un "deal", lui montrer comment s'améliorer, et lui payer les inscriptions pour les tournois, en échange de quoi les gains seront partagés en parts égales.

## Fiche technique
- Réalisation : Gil Cates Jr.
- Scénario : Gil Cates Jr, Mark Weinstock
- Photographie : Tom Harting
- Musique : Peter Rafelson
- Montage : Jonathan Cates
- Durée : 85 minutes
- Date de sortie : 25 avril 2008

## Casting
Les commentateurs de poker Mike Sexton, Vince Van Patten et Courtney Friel jouent leur propre rôle, ainsi que des joueurs professionnels tels que Jennifer Tilly, Phil Laak, Antonio Esfandiari, Greg Raymer, Scott Lazar, Chris Moneymaker et Isabelle Mercier.

## Distribution
- Bret Harrison : Alex Stillman
- Burt Reynolds : Tommy Vinson
- Shannon Elizabeth : Michelle
- Charles Durning : Charlie Adler
- Jennifer Tilly : Karen « Razor » Jones
- Maria Mason : Helen Vinson
- Gary Grubbs : M. Stillman
- Caroline McKinley : Mme. Stillman
- Brandon Olive : Ben Thomas
- Jon Eyez : Mike « Double Diamond » Jackson
- J. D. Evermore : Tex Button

## Version française
- Société de doublage : NDE Production
- Direction artistique : Antony Delclève
- Adaptation des dialogues : Frédéric Alameunière
- Enregistrement et mixage :

## Production
L'ensemble World Poker Tour a été déplacé à La Nouvelle-Orléans pour les besoins du film.

## Critiques
Le film a reçu des critiques extrêmement négatives, recevant 3 % de tomates pourries sur la base de 26 critiques. Metacritic a évalué ce score à 35 % sur la base de 9 critiques, et Burt Reynolds a été nommé pour les Razzie Awards dans la catégorie 'Pire second rôle masculin'.